# Ophrys lefevreana
Ophrys lefevreana är en orkidéart som beskrevs av Pierre Delforge. Ophrys lefevreana ingår i ofryssläktet, och familjen orkidéer. Inga underarter finns listade i Catalogue of Life.